# Kenny Dino
Kenneth J. Diono, conocido profesionalmente como Kenny Dino (Astoria (Queens), 12 de julio de 1939 – 10 de diciembre de 2009) fue un cantante estadounidense.

## Biografía
La familia de Dino se trasladó a Hicksville (Nueva York) en 1955 y trabajó en la granja familiar. Se unió a la Armada en 1957 y, mientras estaba destinado en Islandia, participó en un talent show con una versión de Elvis Presley. Cantó regularmente durante su período de servicio y luego formó un conjunto, que realizó giras por Texas y Louisiana. Simultáneamente, cantaba también con Doug Sahm en el San Antonio Blues Club.
Por el 1960, firmó con Dot Records después de trasladarse en Nueva York, pero perdió su contrato y firmó por Columbia poco después. A Dino se le ofreció hacer un dueto con Paul Simon pero lo rechazó y, poco después, y luego le ofrecieron la canción "Suspicion)" (una canción de Elvis Presley, que más tarde se convirtió en un gran éxito de Terry Stafford), pero su sello le negó esa oportunidad. Grabó algunas demos para Elvis como "Good Luck Charm".
Su único éxito fue "Your Ma Said You Cried in Your Sleep Last Night", que acabó en el puesto número 24 de la U.S. Pop en 1961. Los tres coristas eran Lois Green, Leslie Smith y Alan Eichler, que eran estudiantes de Syosset High School en ese momento. Robert Plant más tarde versionó esta canción en su disco de 1990 Manic Nirvana.
Cuando todos los lanzamientos posteriores no llegaron a ser éxitos, Dino pasó a la interpretación y apareció en películas como El valle de las muñecas.
El 9 de diciembre de 2009, Kenny Dino había terminado un concierto y conducía desde Melbourne (Florida) por la Interestatal 95 de Florida a su domicilio de Cocoa (Florida). Se detuvo a un lado de la carretera donde los trabajadores de la construcción lo encontraron inconsciente. Llamaron a la Patrulla de Caminos de Florida y lo encontraron muerto producto de un infarto en la madrugada del 10 de diciembre de 2009.